# Distretto di Nishitsugaru
Il distretto di Nishitsugaru (西津軽郡?, Nishitsugaru-gun) è uno dei distretti della prefettura di Aomori, in Giappone.
Attualmente fanno parte del distretto i comuni di Ajigasawa e Fukaura.
| Controllo di autorità | VIAF (EN) 260258345 · NDL (EN, JA) 00638578 |